# Reine Almqvist
Rolf Reine Almqvist (12 de abril de 1949) es un exfutbolista y entrenador sueco que jugaba como delantero.

## Carrera en clubes
Almqvist jugó para el IFK Göteborg, Åtvidabergs FF, IFK Sundsvall. En 1980, se unió a los Seattle Sounders de la North American Soccer League, disputando cinco partidos en la temporada al aire libre y otros diecisiete en la temporada indoor 1980–81 de la NASL. Luego regresó a Suecia y jugó para el BK Häcken, Ope IF y Djerv 1919. Fue el máximo goleador de la Allsvenskan en 1969 y 1977.

## Carrera internacional
Almqvist ganó cuatro partidos internacionales y anotó un gol entre 1970 y 1979 con la selección nacional de Suecia. También representó a las selecciones sub-19 y sub-21 de Suecia.

## Carrera como entrenador
Almqvist entrenó a IF Olsfors, Kullens BK, BK Häcken, Djerv 1919, Fredrikstad FK, Helsingborgs IF, IFK Göteborg, Landskrona BoIS, Bryne, FK Tønsberg y Västra Frölunda IF.

## Estadísticas

### Internacional
| Selección nacional | Año   | Partidos | Goles |
| ------------------ | ----- | -------- | ----- |
| Suecia             | 1970  | 1        | 1     |
| Suecia             | 1971  | 0        | 0     |
| Suecia             | 1972  | 0        | 0     |
| Suecia             | 1973  | 0        | 0     |
| Suecia             | 1974  | 1        | 0     |
| Suecia             | 1975  | 0        | 0     |
| Suecia             | 1976  | 0        | 0     |
| Suecia             | 1977  | 0        | 0     |
| Suecia             | 1978  | 0        | 0     |
| Suecia             | 1979  | 2        | 0     |
| Total              | Total | 4        | 1     |

Los resultados muestran primero el número de goles de Almqvist con Suecia; la columna de resultado indica el resultado después de cada gol.
| Núm. | Fecha                | Estadio                                           | Oponente  | Marcador | Resultado | Competición                          | Ref.  |
| ---- | -------------------- | ------------------------------------------------- | --------- | -------- | --------- | ------------------------------------ | ----- |
| 1    | 26 de agosto de 1970 | Estadio Olímpico de Helsinki, Helsinki, Finlandia | Finlandia | 1–0      | 2–1       | Campeonato Nórdico de Fútbol 1968-71 | [ 7 ] |

## Honores
IFK Göteborg
- Allsvenskan: 1969

Åtvidabergs FF
- Allsvenskan: 1973

Individual
- Máximo goleador de la Allsvenskan: 1969, 1977
- Årets ärkeängel: 1978[9]